# Планетарій

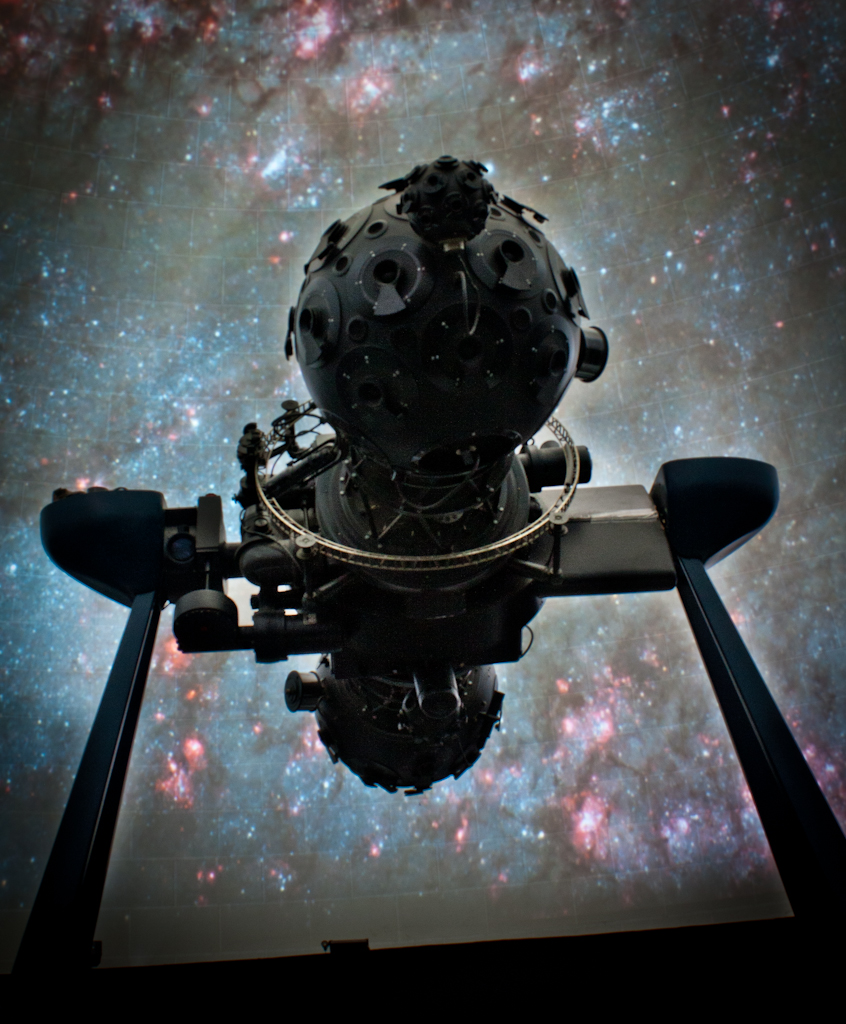
Зоряна зала Київського планетарію. Апарат Великий Цейс IV

Планетарій — науково-просвітницька установа, призначена для популяризації природничих наук, а також оптико-механічний пристрій, за допомогою якого створюється реалістична картина зоряного неба.
Історично планетарії було створено для демонстрації небесних явищ, проте сучасні планетарії проводять не тільки астрономічні сеанси, а й демонструють широкий спектр програм з фізики, географії, біології, хімії тощо, проводять різноманітні розважальні та інформаційні заходи (концерти, фестивалі, конференції тощо).
Основна риса планетарію (будівлі) — це спеціальна конструкція із напівсферичною стелею та спеціалізоване обладнання для демонстрації зірок, планет, місячного та сонячного затемнень, метеорних дощів тощо.
Перший у світі планетарій було розроблено у 1923 році та встановлено в Мюнхені у 1925 році.

## Проєктор

Проєктори
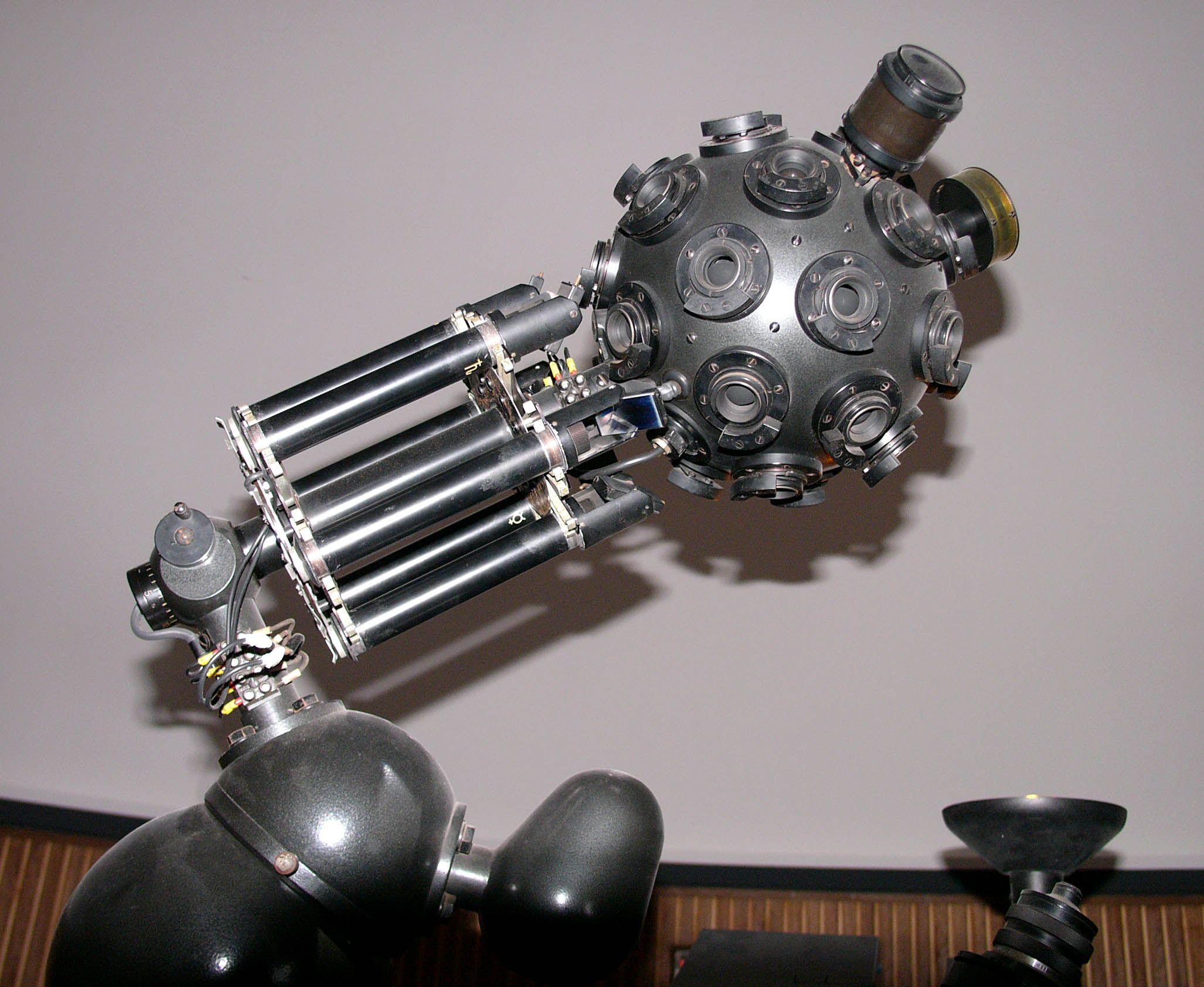
Проєктор компанії Цейс (Zeiss)
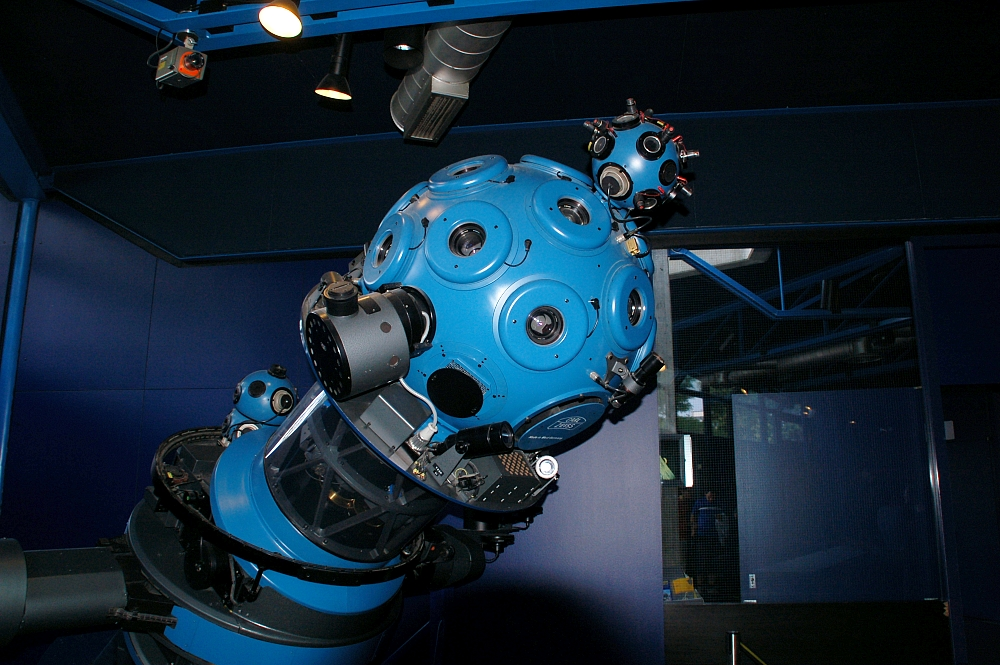
Проєктор компанії Цейс (Zeiss VI), 1968 року
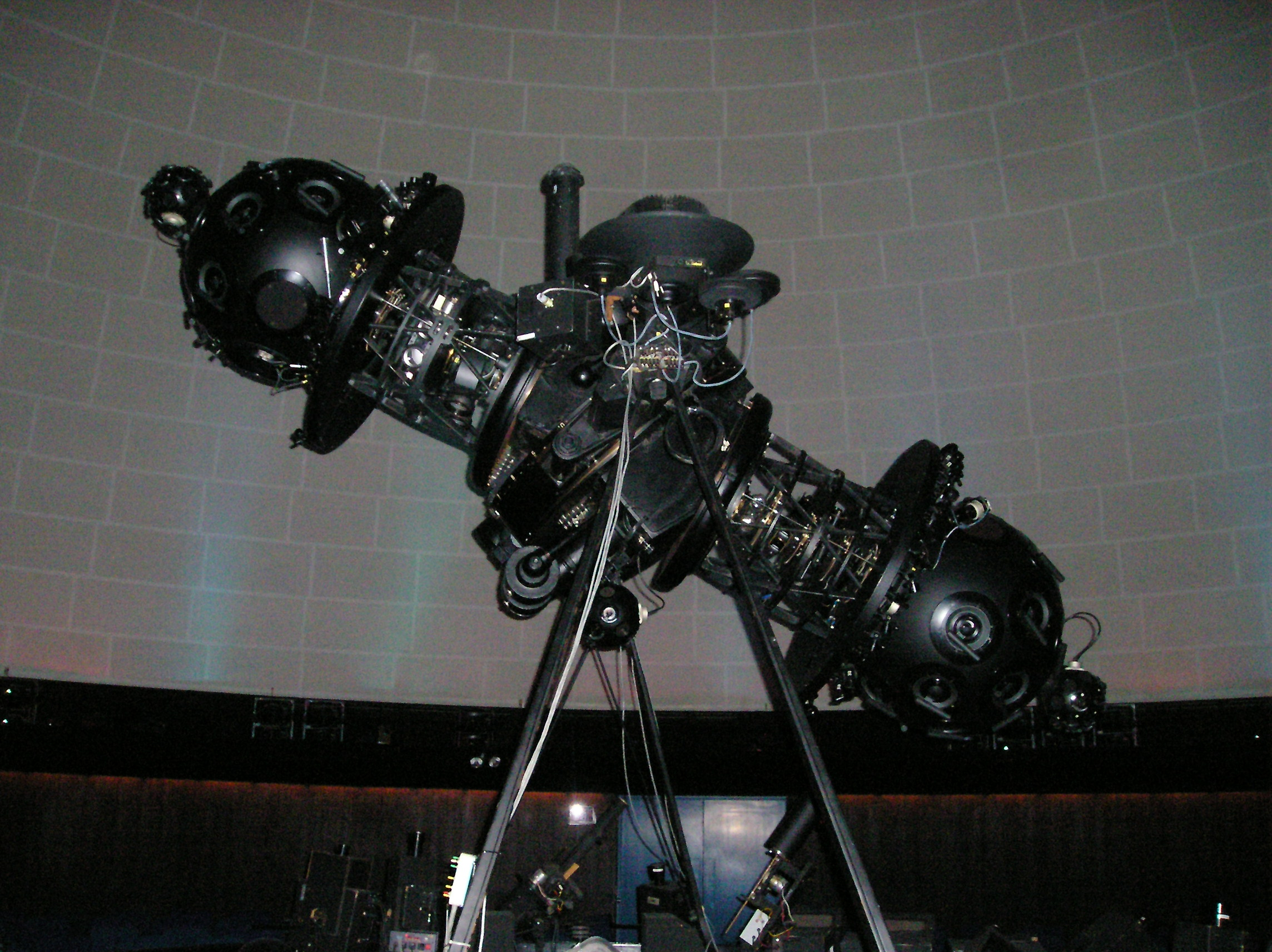
Проєктор компанії Цейс (Zeiss)

## Планетарії світу
На сьогодні у світі існує кілька тисяч планетаріїв.
- Австралія:
  - Планетарій ім. Томаса Брисбена, Брисбен, Австралія
- Канада:
  - Музей Манітоби, Вінніпеґ, Манітоба, Канада
  - Планетарій Монреаля, Монреаль, Квебек, Канада
  - Космічний центр ім. Г. Р. Макмілана, Ванкувер, Британська Колумбія, Канада
- Велика Британія:
  - Планетарій Армаху, Армах, Північна Ірландія
  - Науковий центр Ґлазґо, Ґлазґо, Шотландія
- Європейський Союз:
  - Сілезький планетарій, Катовиці, Польща
  - Планетарій Артис, Амстердам
  - Планетарій Афін, Афіни, Греція
  - Планетарій Елис Есинґа, Франкер, Фрисландія, Нідерланди
  - Планетарій Ґалілей, Монпельє, Франція
  - Планетарій Лісабон Ґулбенкіана, Лісабон, Португалія
  - Планетарій Астердомоса, Португалія
  - Сааркаанніем Планетарій, Тампере, Фінляндія
  - Планетарій Гамбурґа, Гамбурґ, Німеччина
  - Планетарій Бохума, Бохум, Німеччина
  - Туринська астрономічна обсерваторія, Турин, Італія
  - Сіте де Л'еспась,Тулуза, Франція
  - Планетарій Нюрнбергу, Нюрнберг, Німеччина

Планетарії світу
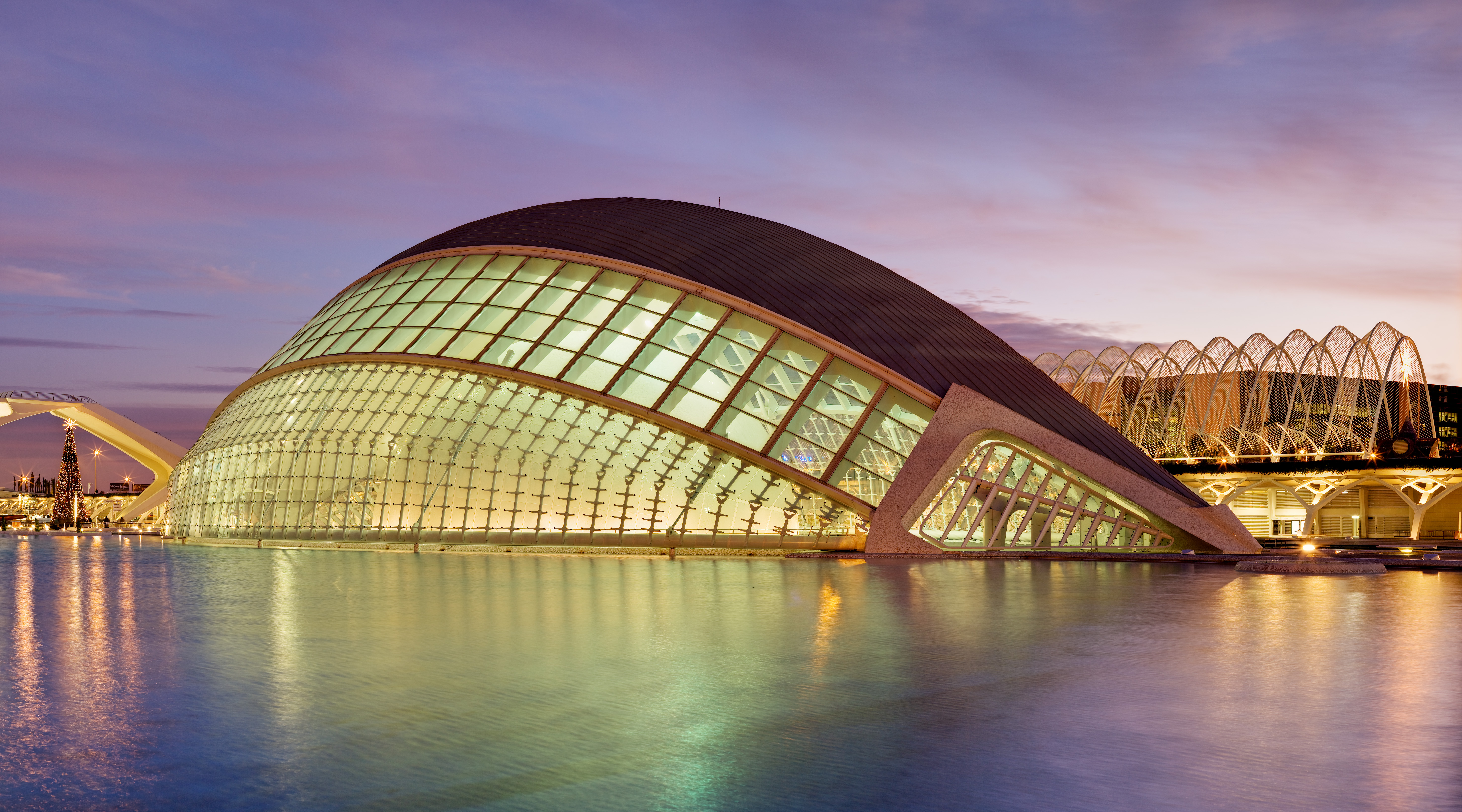
Валенсія, Іспанія
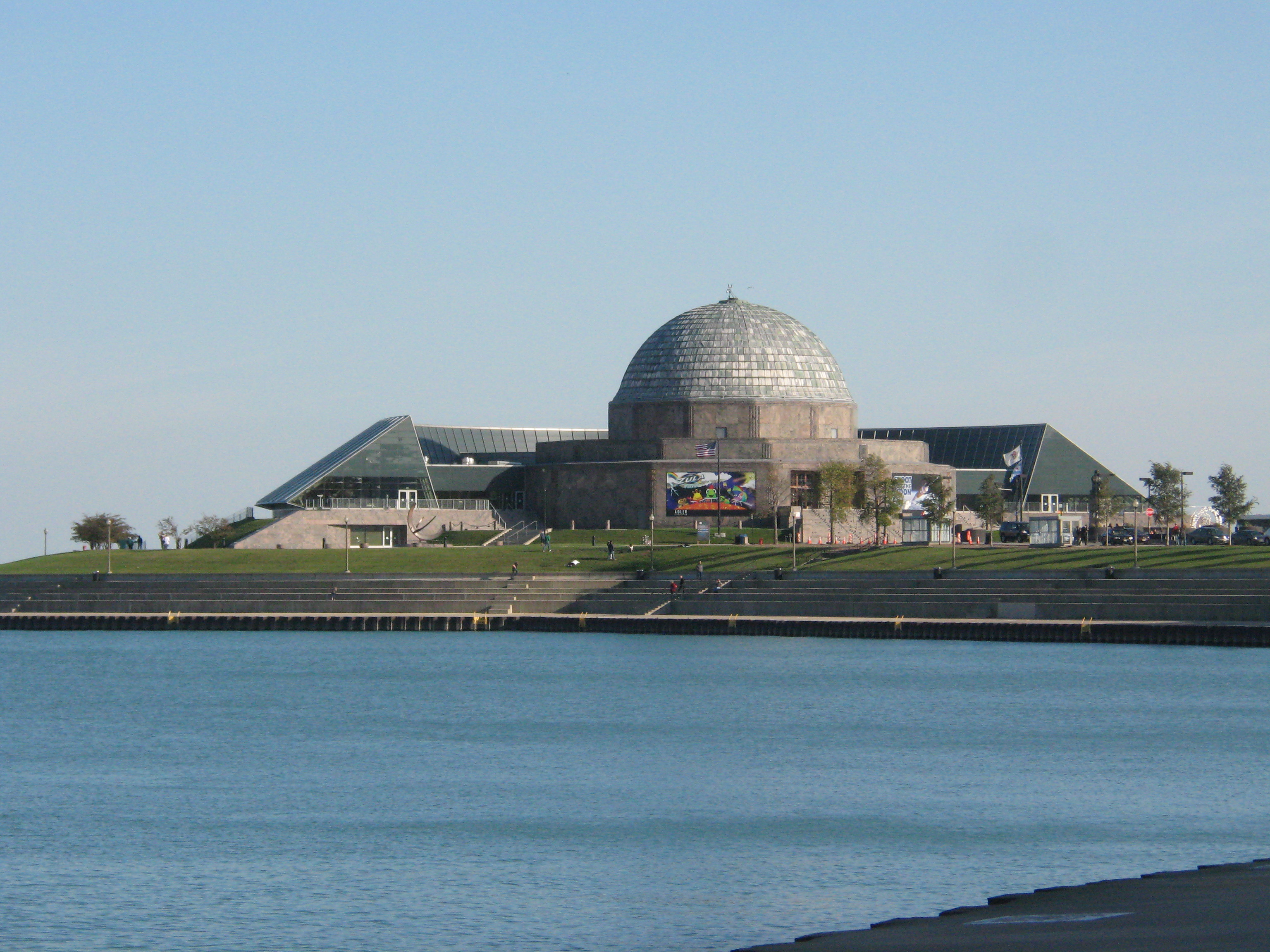
Чикаго, США
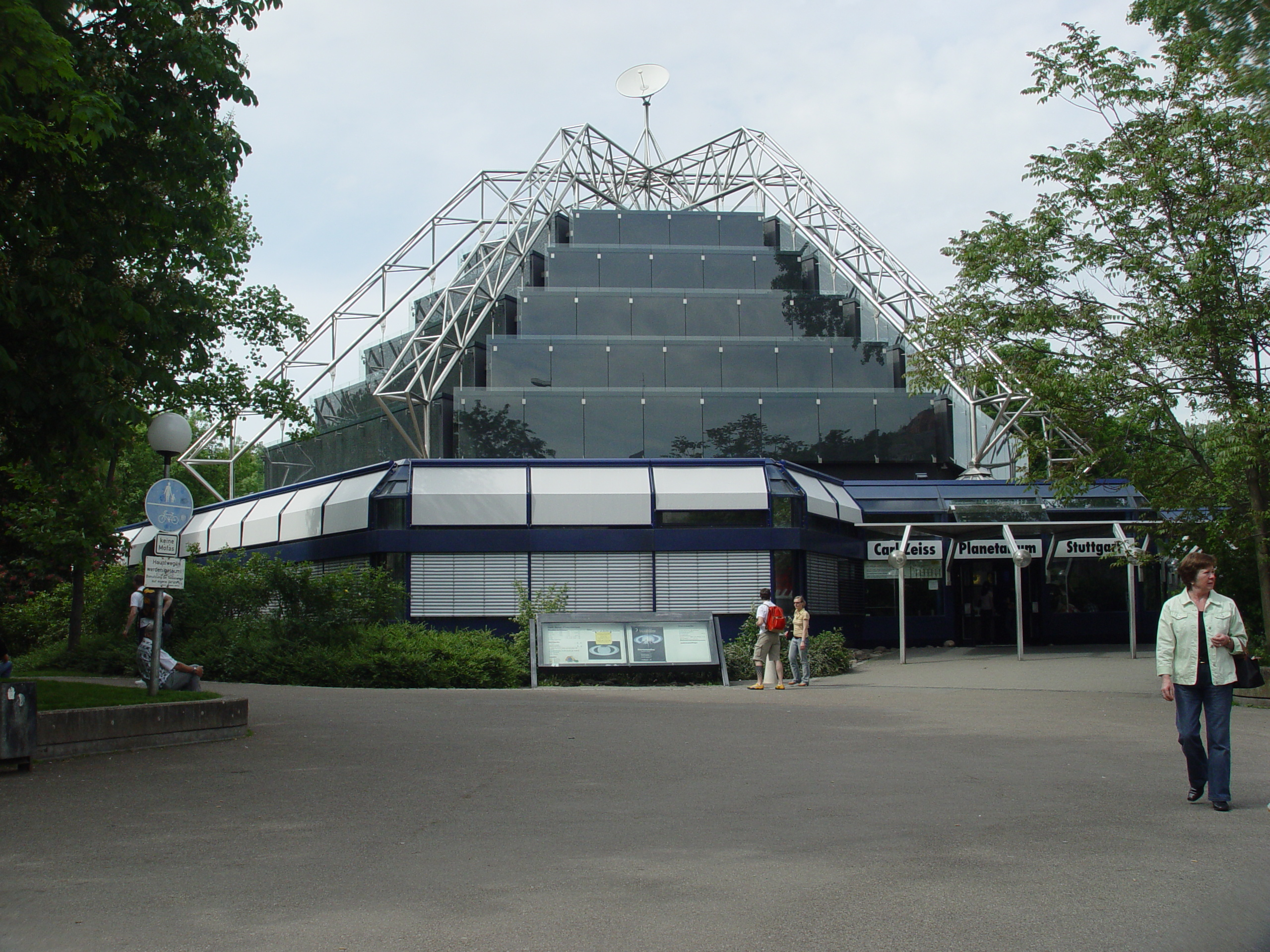
Карла Цейса у Штутгарті, Німеччина
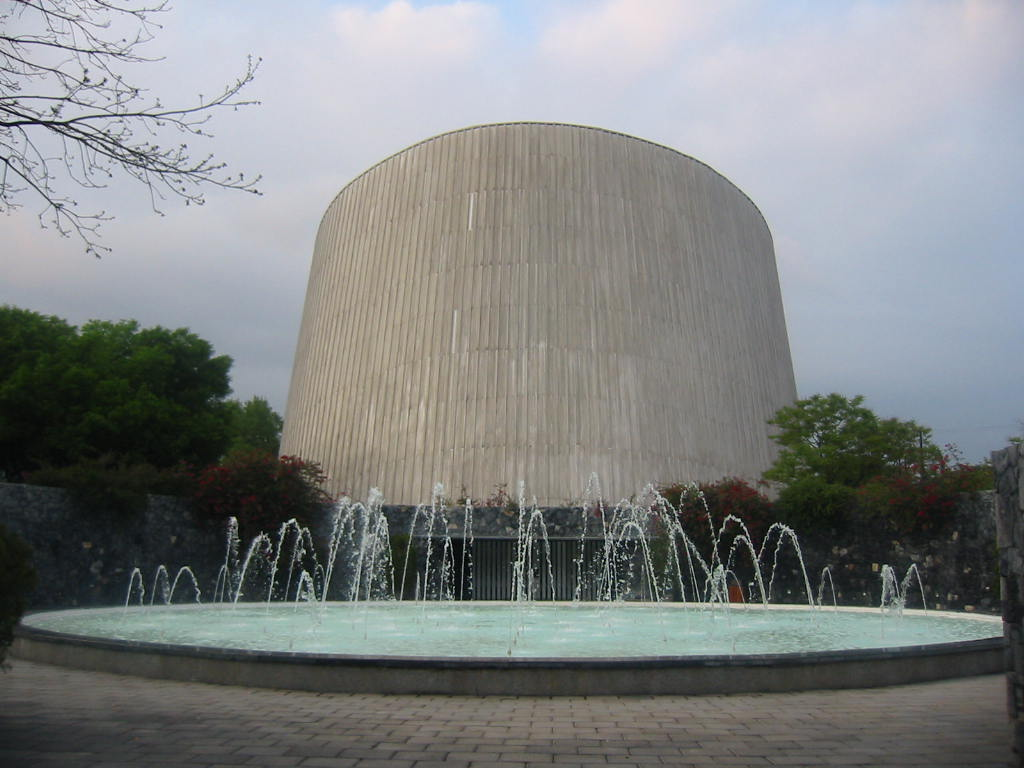
Альфа планетарій у Монтерреї, Мексика
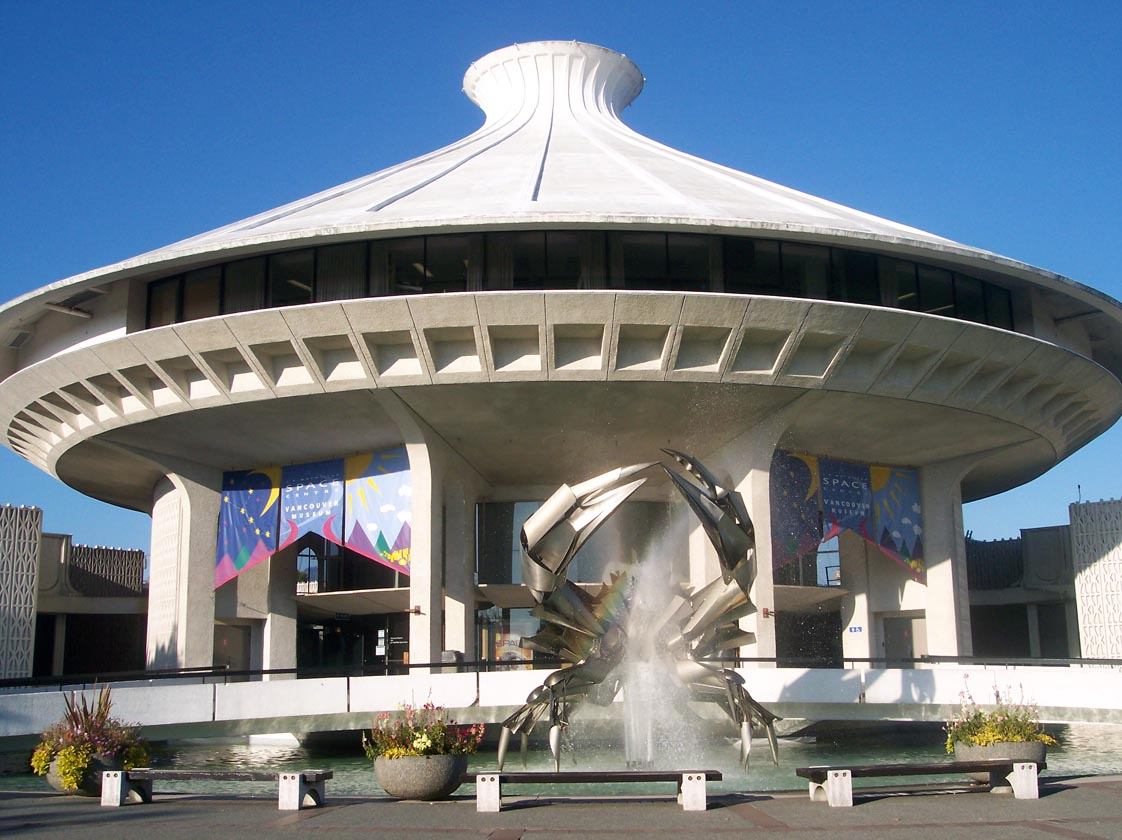
Ванкувер, Канада
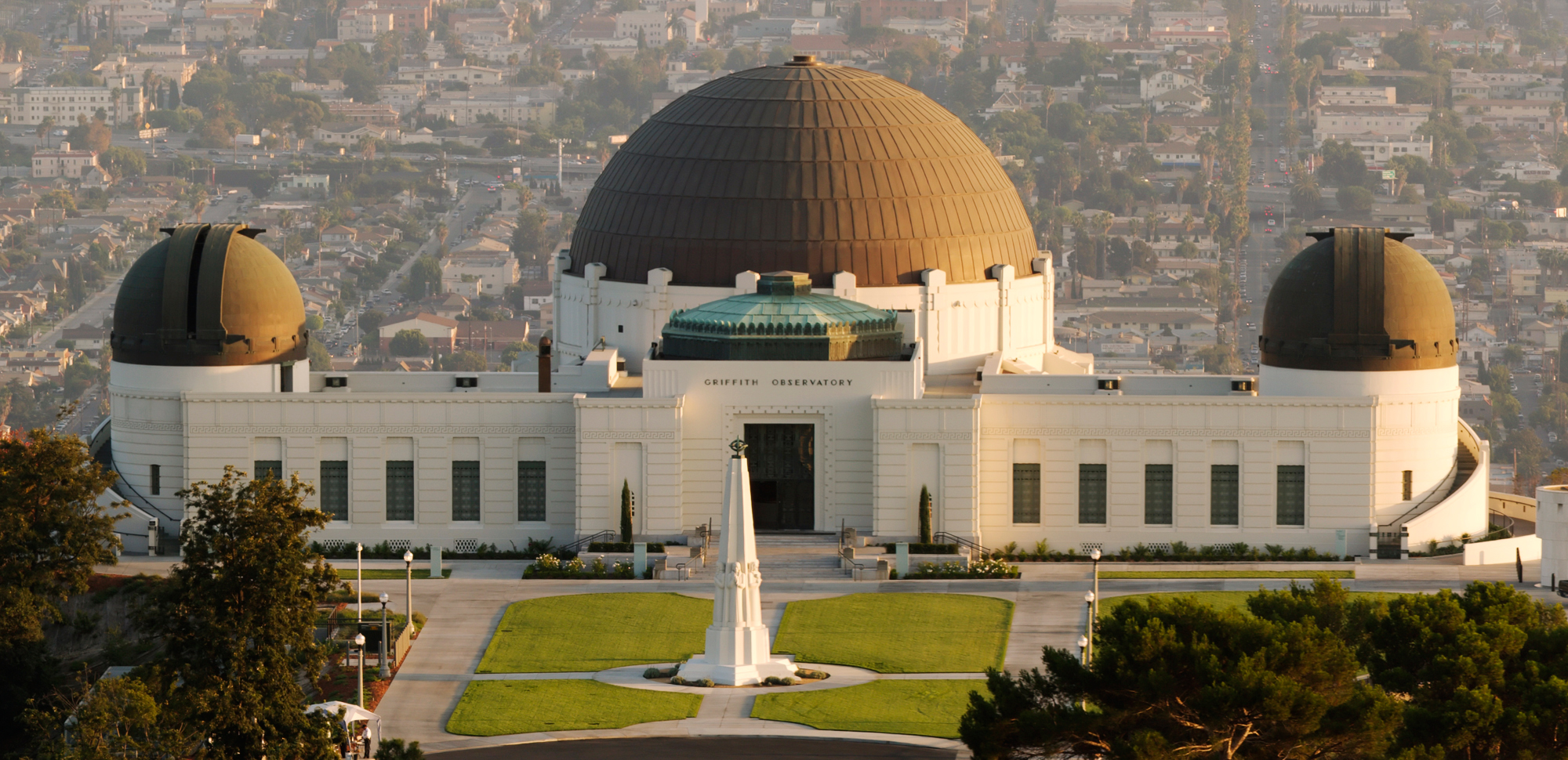
Лос-Анджелес, США

### Україна
Перший планетарій в Україні — Київський планетарій — відкрився 2 січня 1952 року за ініціативи професора Сергія Всехсвятського. Наразі в Україні діють кілька стаціонарних та мобільних планетаріїв.
Стаціонарні планетарії — планетарії, що діють в спеціально обладнаному приміщенні або будівлі:
- Вінницький планетарій — діючий
- Дніпровський (станом на березень 2019 року на реконструкції)
- Донецький (станом на березень 2019 року знаходиться на тимчасово окупованих територіях)
- Житомирський планетарій — у проєкті
- Запорізький — при міському палаці дитячої та юнацької творчості
- Кам'янець-Подільський планетарій
- Київський планетарій — діючий Офіційна сторінка
- Кіровоградський планетарій
- Одеський планетарій
- Трускавецький планетарій
- Уманський планетарій — діючий
- Харківський планетарій — діючий Офіційна сторінка
- Херсонський планетарій
- Черкаський планетарій — діючий
- Чернігівський планетарій — діючий

Планетарії України
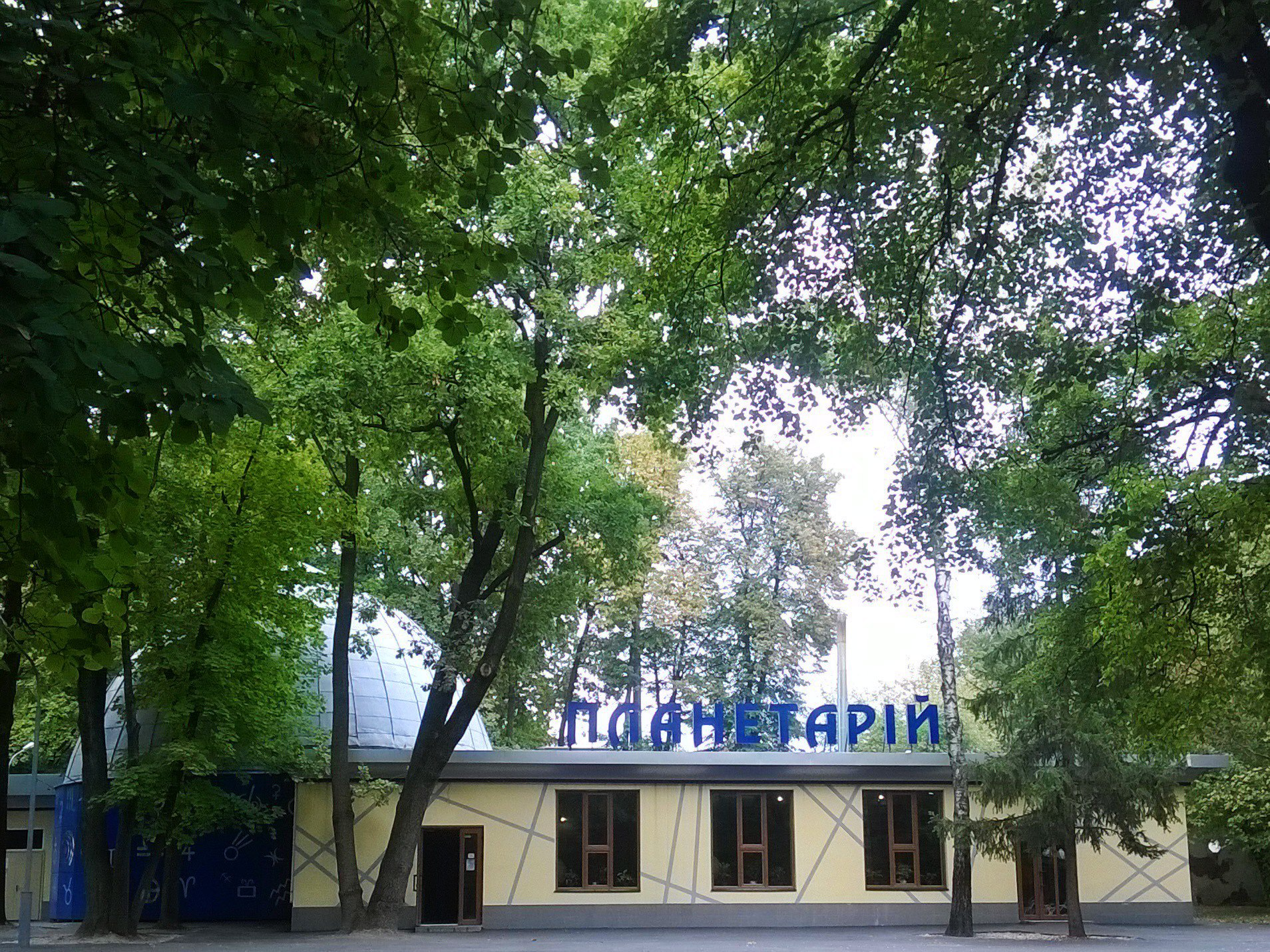
Вінницький
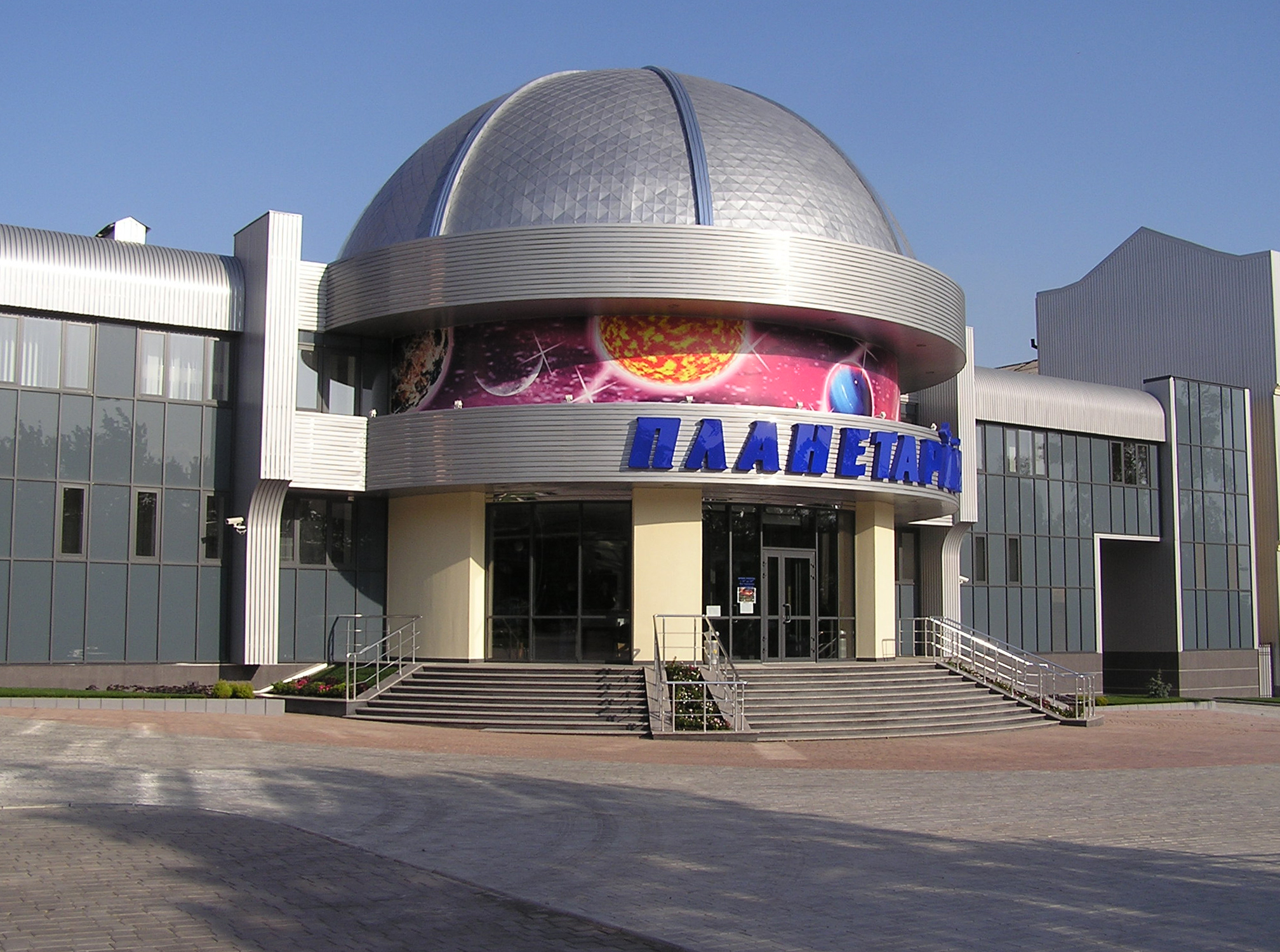
Новий донецький
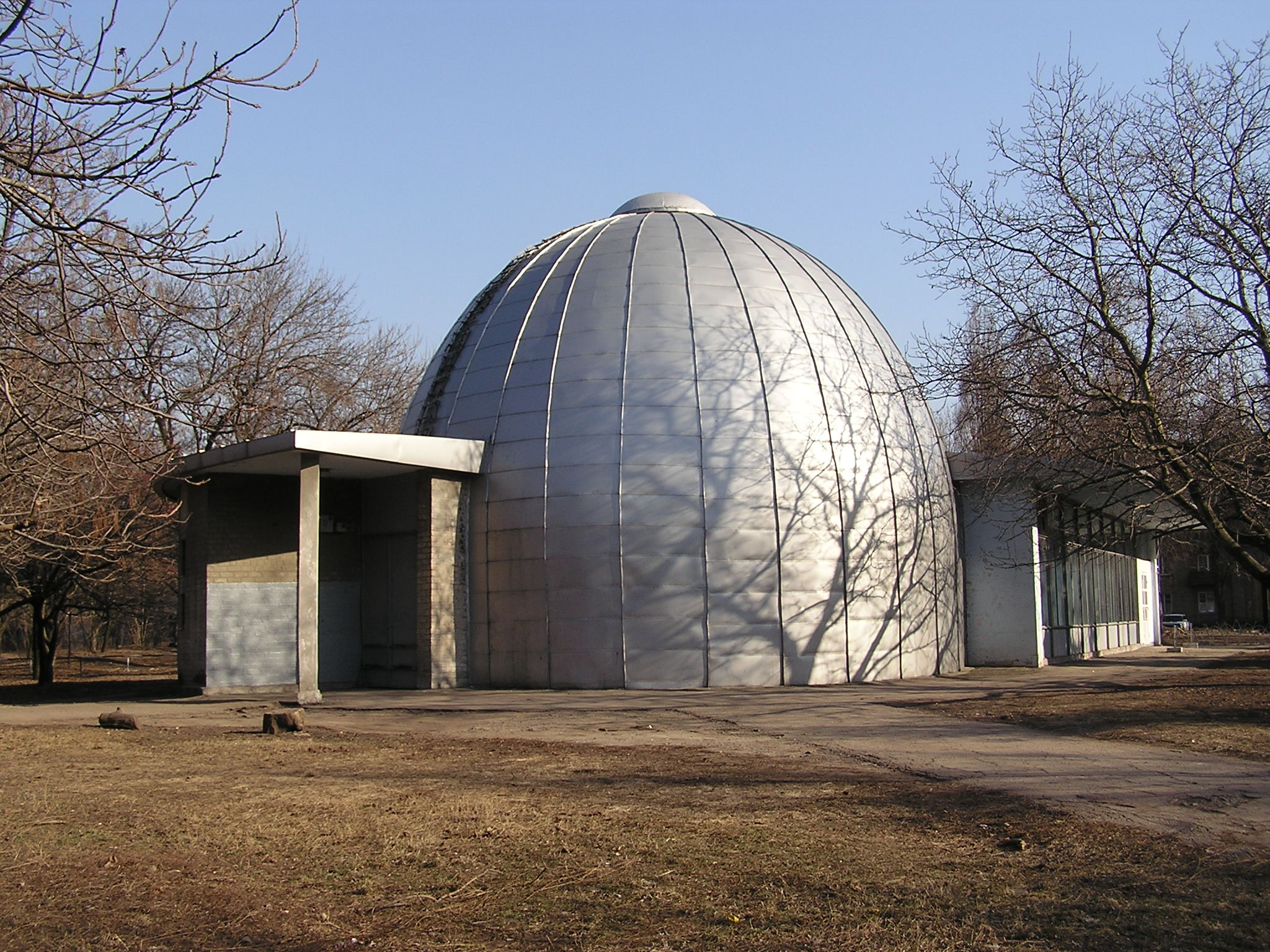
Старий донецький
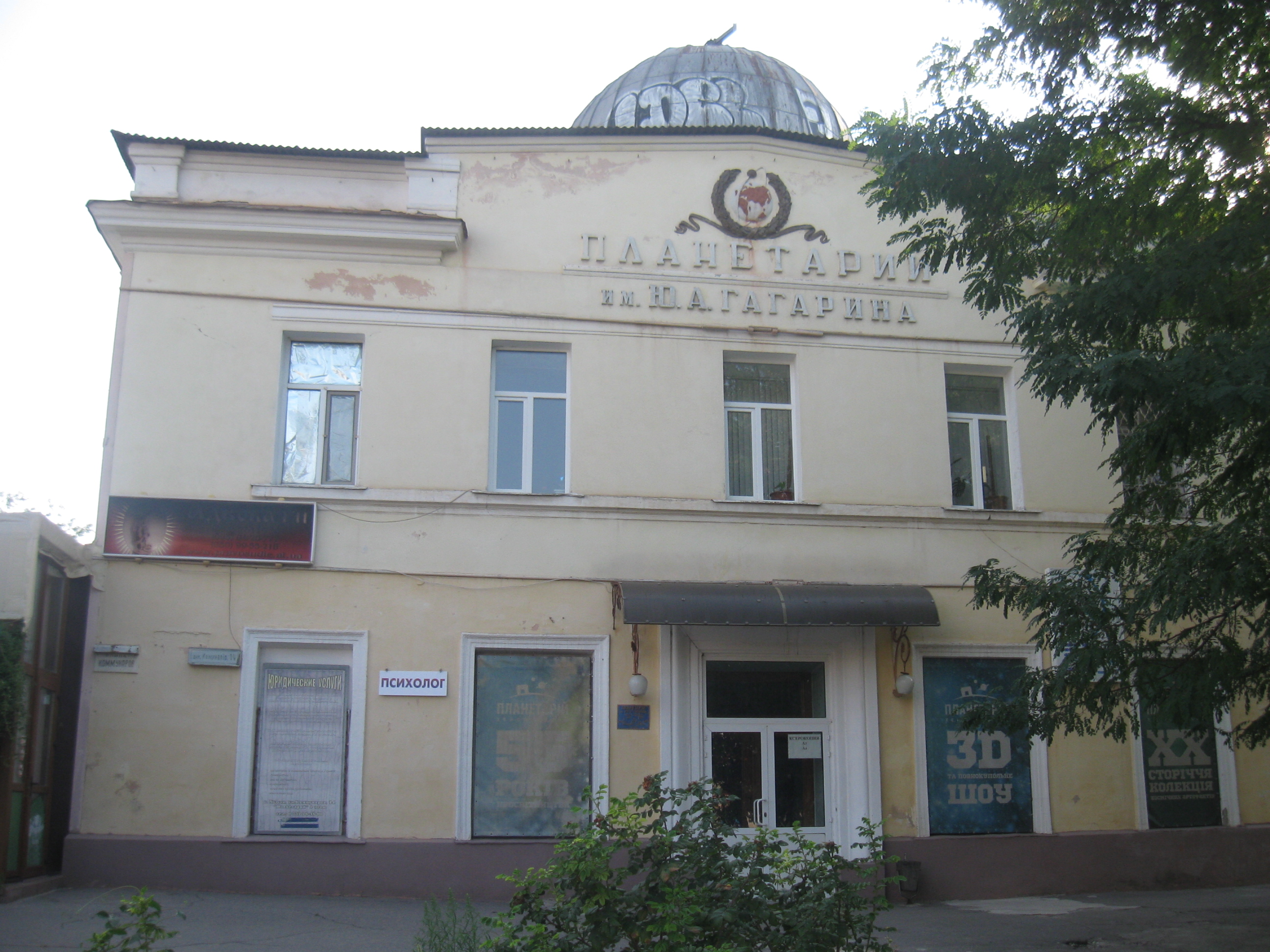
Херсонський
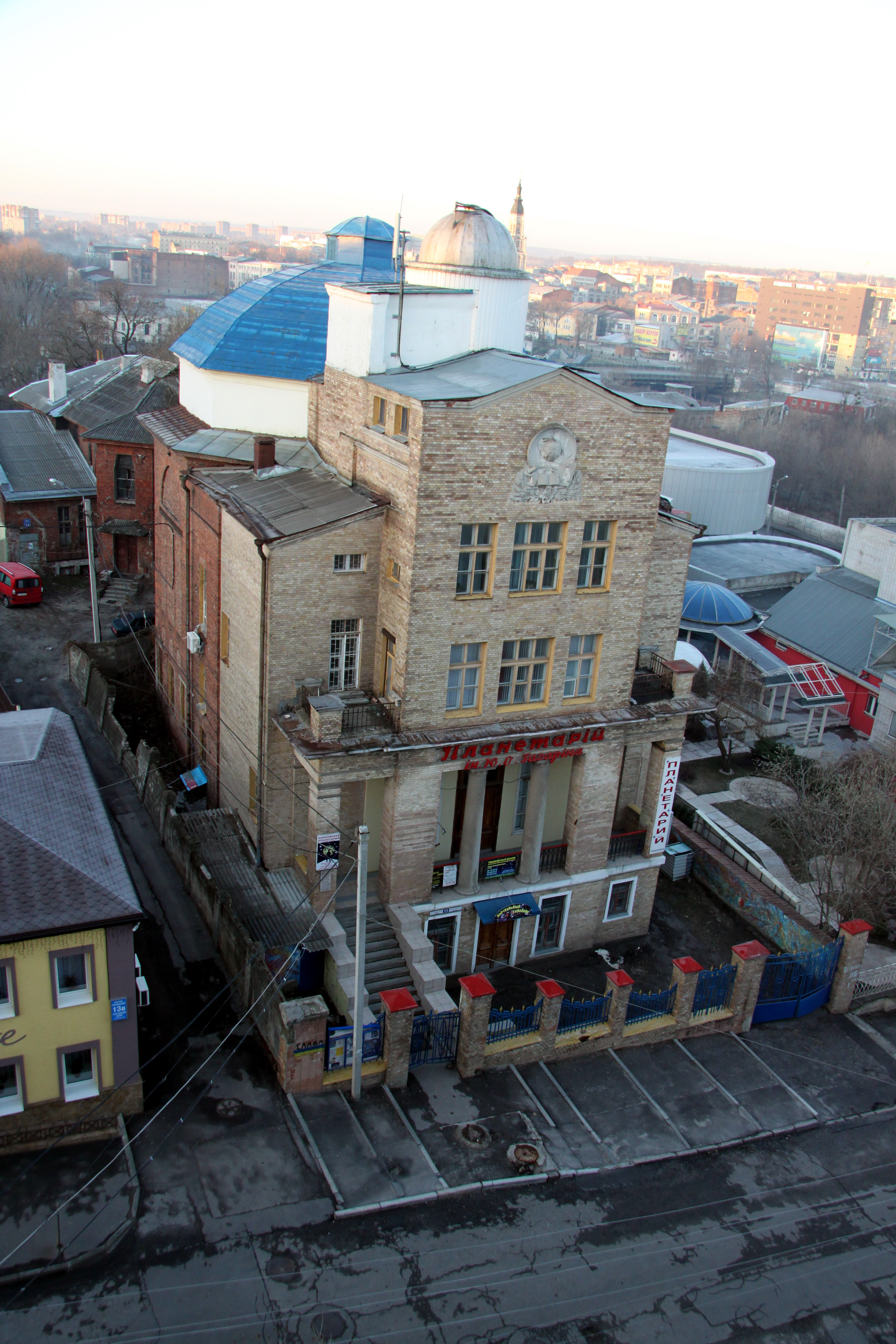
Харківський
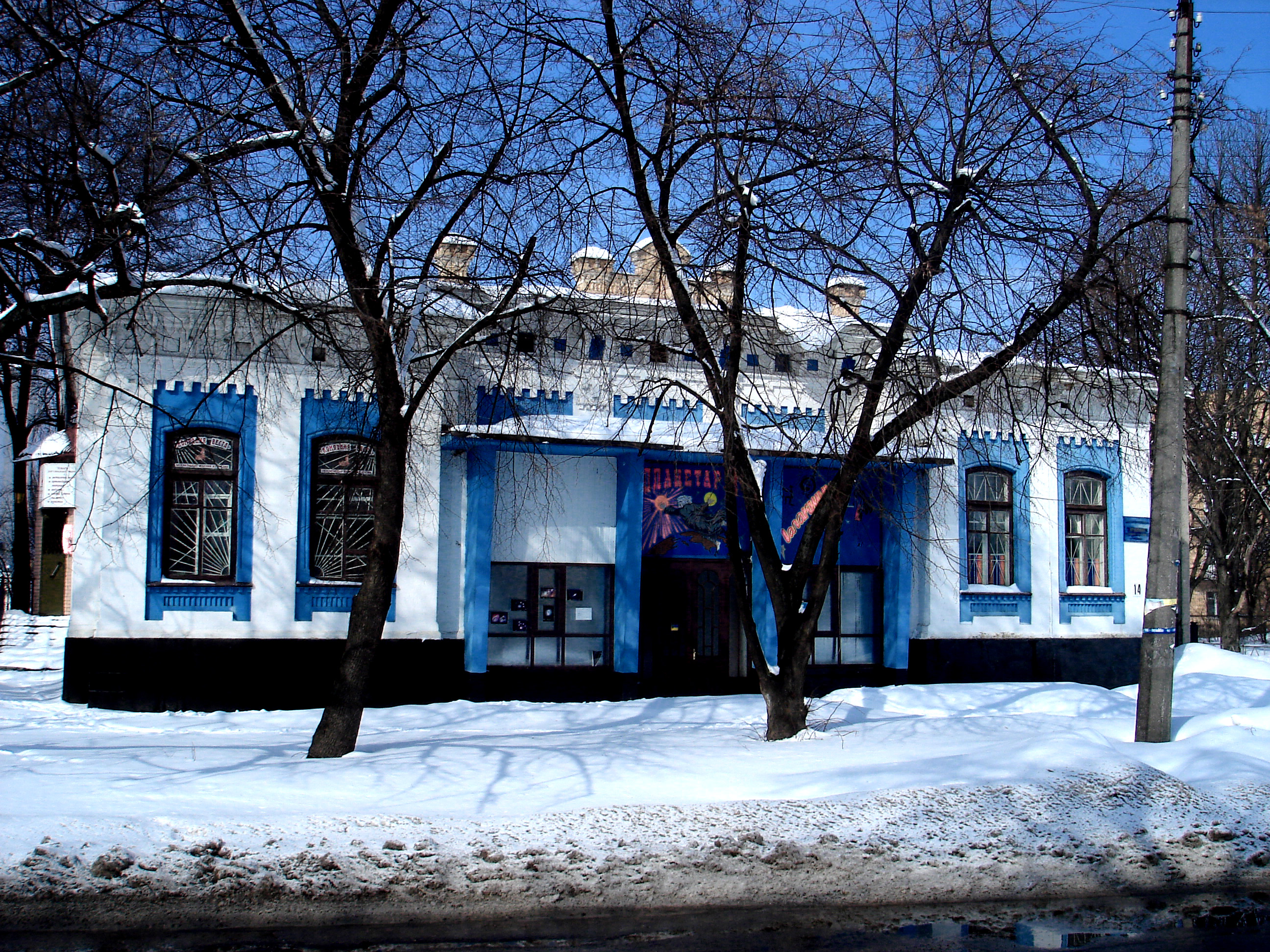
Черкаський

## зовнішні посилання
- Громадська спілка «Союз планетаріїв України».
- (англ.) WPD (Worldwide Planetariums Database) — список планетаріїв світу.
- (англ.) PlanetariumsClub
- (англ.) Програмне забезпечення для планетарію
- (англ.) IPS (Міжнародна спільнота планетаріїв)
- (англ.) WorldWide Telescope — комп'ютерний планетарій від Microsoft Research.